# Oetophorus
Oetophorus is een geslacht van insecten uit de orde vliesvleugeligen (Hymenoptera) en de familie Ichneumonidae.

## Soorten
- O. clavatus Barron, 1997
- O. cornutus Barron, 1998
- O. koreensis Barron, 1998
- O. maculatus Barron, 1997
- O. naevius (Gmelin, 1790)
- O. obscurus Barron, 1997
- O. pleuralis (Cresson, 1864)
- O. taiwanensis Barron, 1998